# Päiviö Hetemäki
Olli Päiviö Hetemäki (8 juillet 1913 à Jyväskylä - 12 mai 1980 à Helsinki) est un homme politique finlandais, membre du Parti de la coalition nationale (en finnois : Kansallinen Kokoomus, sigle Kok).

## Vie privée
Päiviö Hetemäki est né le 8 juillet 1913 à Jyväskylä. Son père, Gustav Adiel Hetemäki et sa mère, Impi Siviä Oikari, étaient agriculteurs,.
Après avoir obtenu son baccalauréat finlandais à l'école Jyväskylän yhteislyseo (aujourd'hui Jyväskylän normaalikoulu (fi)) en 1932, il entame des études supérieures en droit (Oikeustutkinto (fi)) et décroche son diplôme en 1938, puis obtient une maîtrise en droit (Varatuomari) en 1941. Durant ses études, il intègre la société académique de Carélie (AKS).
En 1944, il prend part à la guerre de Continuation en tant que commandant de bataillon dans la bataille de Tali-Ihantala.
Il épouse en 1945, Elli Leila Syvähuoko, professeur d'économie, avec qui il aura 6 enfants : 3 filles, Kirsti (1946), Marjo (1947) et Sinikka (1954) et 3 garçons, Heikki (1950), Martti (fi) (1956) et Lauri (1957),.
Durant toute sa carrière, ses activités sont fondées sur la justice et le patriotisme. Il donne une forte impression, un caractère qu'il a acquis durant la guerre, dans laquelle il a perdu deux de ses frères, un charisme qu'il emploiera dans une lutte pour la survie nationale.
En 1970, il obtient un doctorat honorifique en sciences politiques à l'Université de Turku.
Il est inhumé au cimetière d'Honkanummi à Vantaa.

## Carrière professionnelle
Avocat de formation, Hetemäki exerce de 1938 à 1946 avant de devenir secrétaire du Teollisuuden keskusvaliokunta (devenu aujourd'hui le Elinkeinoelämän valtuuskunta, ou EVA, une organisation dirigée par de grands entrepreneurs) de 1947 à 1957. Durant cette période, de 1951 à 1954, il occupe également le poste d'agent de la Suomen Puunjalostusteollisuuden Keskusliitto (que l'on pourrait traduire par Confédération finlandaise de l'industrie de transformation du bois, devenue aujourd'hui Metsäteollisuus ry).
En 1954, il intègre la Confédération des employeurs finlandais (STK) et en devient le directeur de 1960 à 1961, puis président et directeur général en 1962, année durant laquelle il ne se représente pas comme parlementaire pour les élections législatives (fi). Il occupera ce poste jusqu'en 1971, période durant laquelle il négociera des augmentations salariales raisonnables dans le marché du travail pour maintenir la paix industrielle.
Alors président et directeur général de la STK, Hetemäki joue un rôle central dans la construction d'un État-providence. Sa persévérance permet de renforcer un accord politique sur le revenu national (fi), ce qui fut important pour l'économie finlandaise dans les années 1960. Hetemäki devient également une figure centrale dans l'intégration de la Finlande dans le libre-échange de l'Europe occidentale. La démocratie et l'économie de marché mènent à la mise en place de la Délégation des affaires finlandaises (EVA) en 1975.

## Carrière politique
Hetemäki est élu député de 1945 à 1962. Il exerce à quatre reprises la fonction de ministre : à la fois ministre de la défense et ministre des Affaires sociales de 1953 à 1954 sous le gouvernement Tuomioja, ministre des finances sous le gouvernement Fagerholm III de 1958 à 1959 et à la fois Vice-Premier ministre et ministre des finances sous les gouvernements Aura de mai à juillet 1970 et Aura II de 1971 à 1972. Il devient membre du conseil d'administration de la Banque de Finlande de 1971 à 1978.
En 1972, alors que la prochaine élection présidentielle (fi) est prévue en 1974, Hetemäki estime que pour préserver la neutralité politique de la Finlande, il est essentiel qu'Urho Kekkonen, président en fonction, maintienne sa place. Il s’efforce de convaincre le Parti de la Coalition nationale de soutenir la prolongation de la présidence de Kekkonen avec la promulgation d'une loi d'exception. Hetemäki joue alors un rôle crucial en encourageant vivement le président du parti Harri Holkeri de persuader son groupe parlementaire (fi) de voter l'adoption de cette loi, adoptée le 17 mars 1973.
Selon Jukka Tarkka, M. Hetemäki a exercé le pouvoir dans trois rôles: en tant que ministre, négociateur et éminence grise. Pour lui, il était important de faire avancer les choses, peu importe la personne qui s'en chargeait. Selon Max Jakobson, il représente l'un des paradoxes de la vie politique finlandaise, car ce n'est que lorsqu'il a quitté la politique que son influence politique a grandi. Hetemäki a refusé à plusieurs reprises de devenir ministre ou président de son parti, son succès personnel n'était pas sa motivation première. Cela a rendu les gens confiants en lui au-delà des divisions du parti.

## Sources
- (fi) Cet article est partiellement ou en totalité issu de l’article de Wikipédia en finnois intitulé « Päiviö Hetemäki » (voir la liste des auteurs).